# Presidente de Argelia
Presidente de Argelia es el cargo del jefe de Estado de Argelia, que también es el comandante en jefe de las fuerzas armadas del país. Preside en Consejo de Ministros y el Consejo de Alta Seguridad de Argelia.
La elección del presidente de Argelia se realiza cada 5 años y existe una limitación constitucional para que ninguna persona ocupe el cargo durante más de dos mandatos. Elige a un tercio de la cámara alta del poder legislativo, el Consejo de la Nación, así como al primer ministro, que sirve como jefe de Gobierno.